# قائمة مناطق تركيا
تُقسم تركيا إلى 7 مناطق (بالتركية : Bölge) تندرج تحتها محافظات تركيا، وحُدِّدت المناطق في المؤتمر الجغرافي الأول في عام 1941. المناطق كما هو محدد في هذا السياق هو لمجرد أغراض الإحصائية.

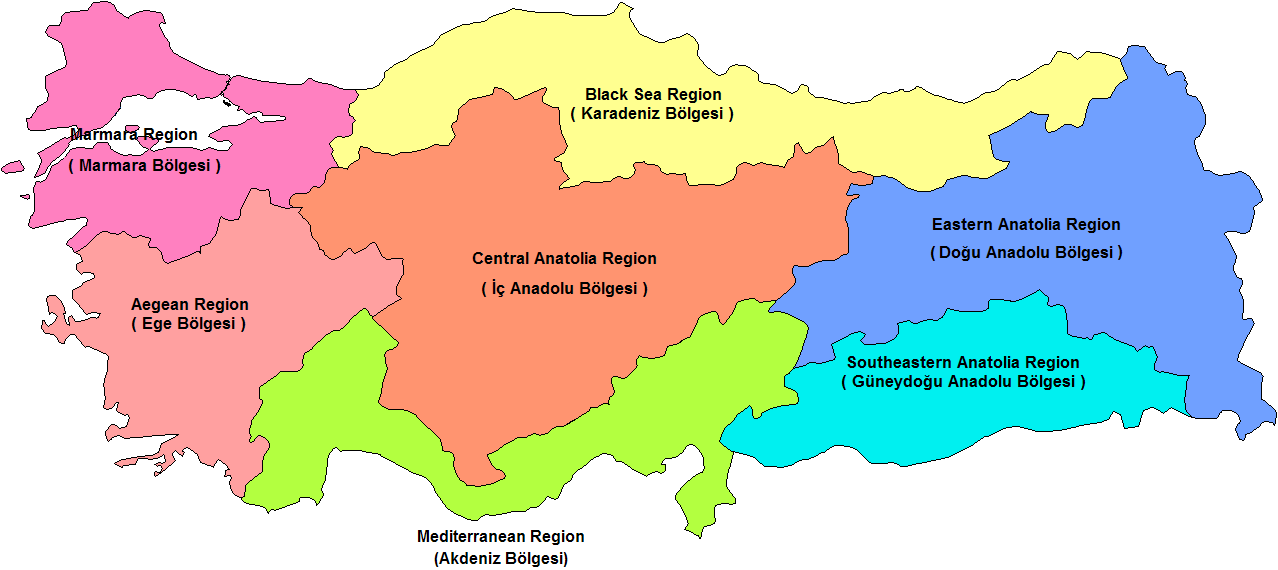
مناطق تركيا للأغراض الإحصائية.

## منطقة أيجه

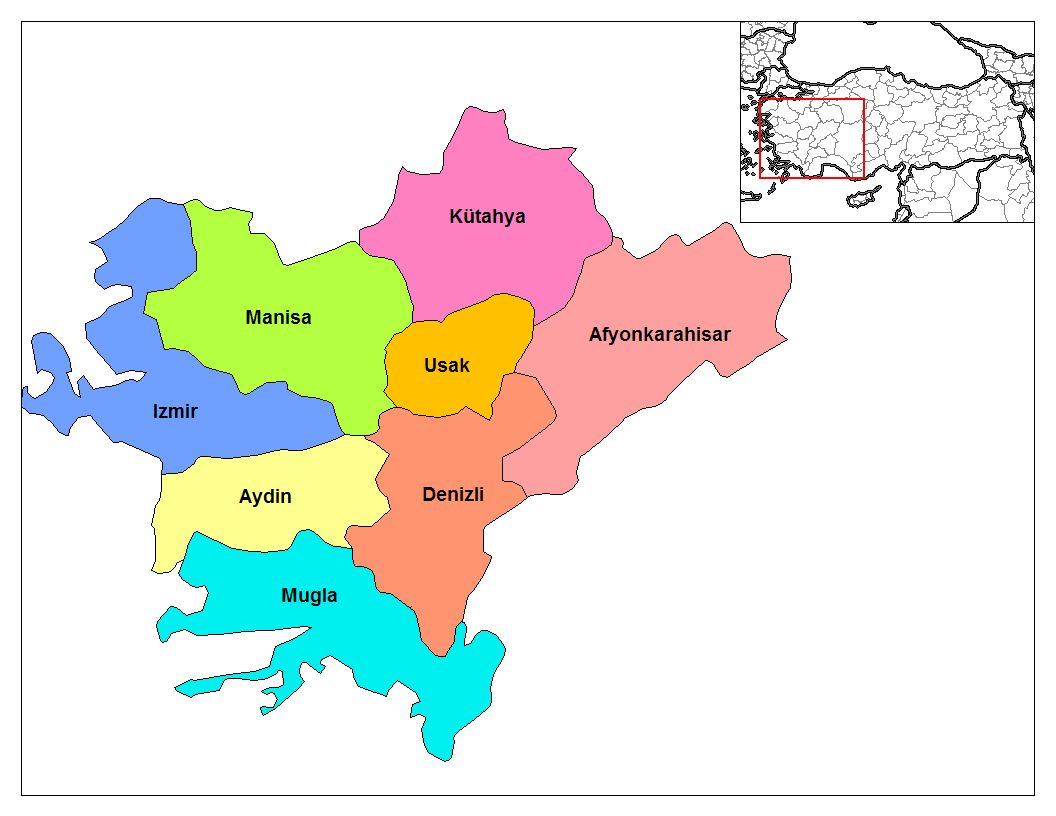
منطقة أيجه

منطقة أيجه (Ege Bölgesi, Adalar Denizi في 1929, Ege في 1934)
- أفيون
- أيدين
- دينيزلي
- ازمير
- مانيسا
- كوتاهيا
- موغلا
- أوشاك

## منطقة البحر الأسود

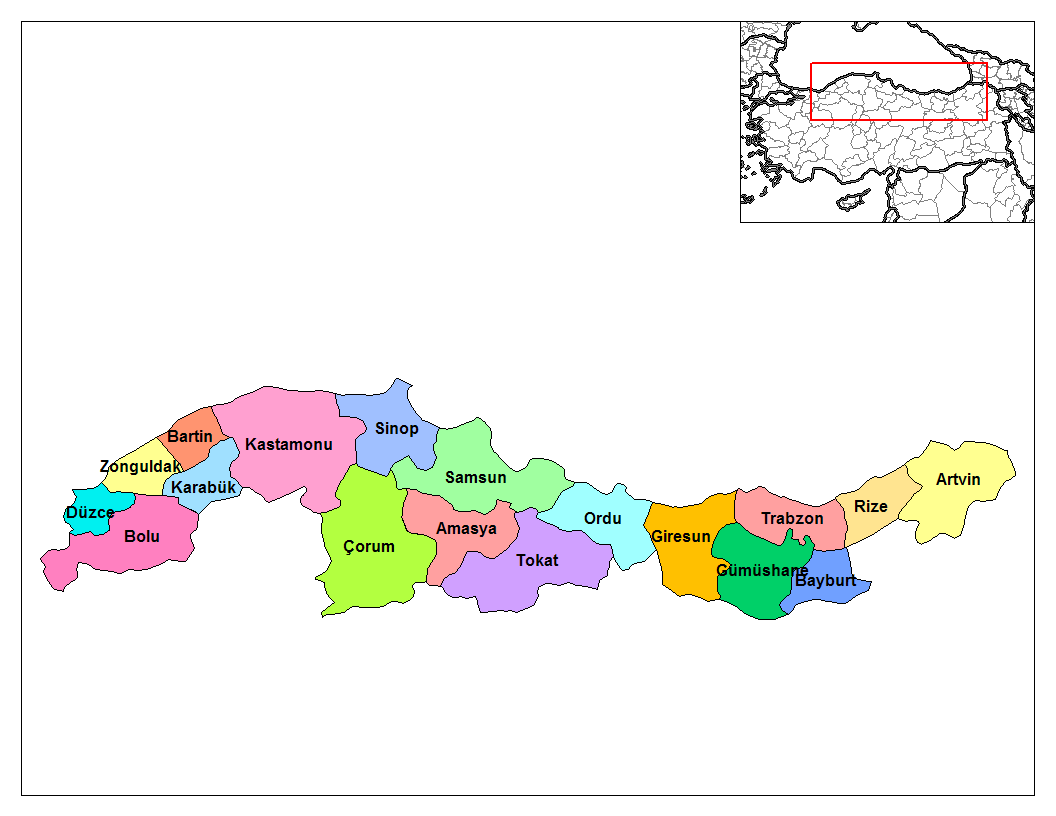
منطقة البحر الأسود

منطقة البحر الأسود (Karadeniz Bölgesi, Karadeniz في 1929, Karadeniz في 1934)
- أماسيا
- أرتفين
- بارتين
- بايبورت
- بولو
- شوروم
- دوزجي
- غيرسون
- غوموشخان
- كارابوك
- قسطموني
- أردو
- ريزا
- سامسون
- سينوب
- توقات
- طرابزون
- زانغولداك

## منطقة وسط الأناضول
منطقة وسط الأناضول (İç Anadolu Bölgesi, Merkez Yaylası في 1929, Orta Yayla في 1934)

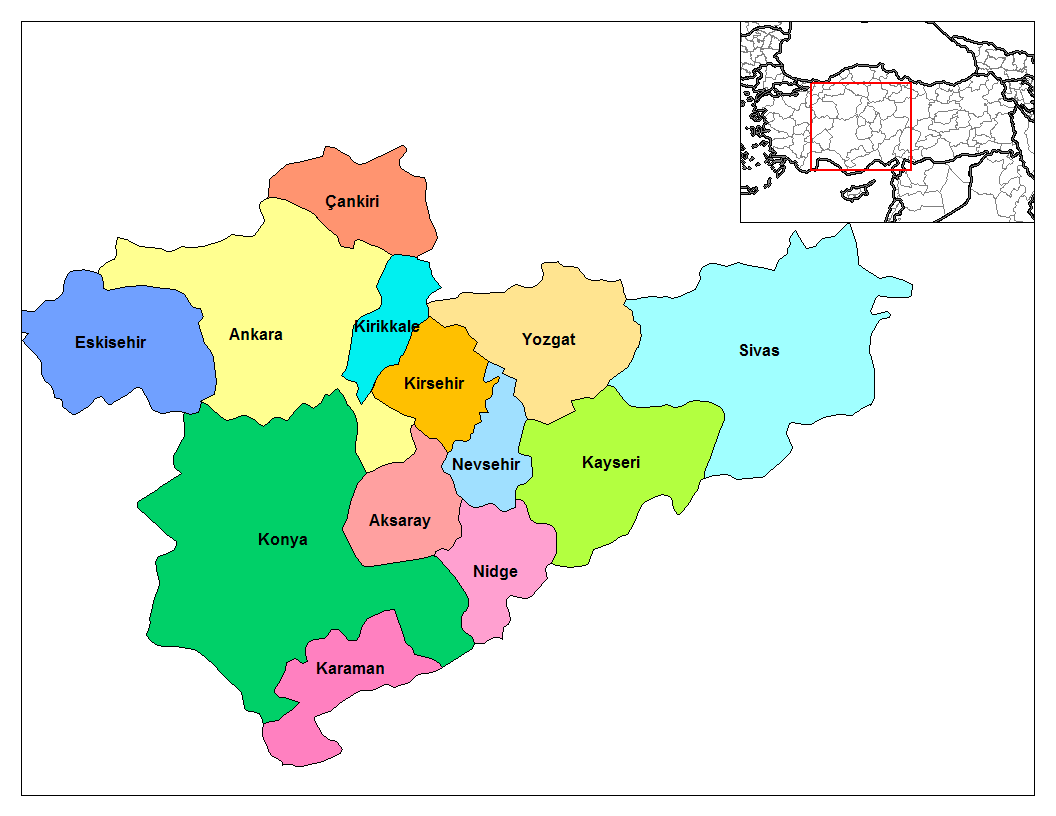
منطقة وسط الأناضول

ينقسم اقليم وسط الأناضول إلى 13 محافظة وهم:
- أنقرة
- إسكيشهر
- قيصرية
- قونية
- سبسطية
- كيركالي
- قيرشهر
- نوشهر
- نيدا
- آق سراي
- جانقري
- يوزغات
- كارامان

## منطقة شرق الأناضول
منطقة شرق الأناضول (Doğu Anadolu Bölgesi, part of Şark Yaylası في 1929, Yüksek Yayla  في 1934)

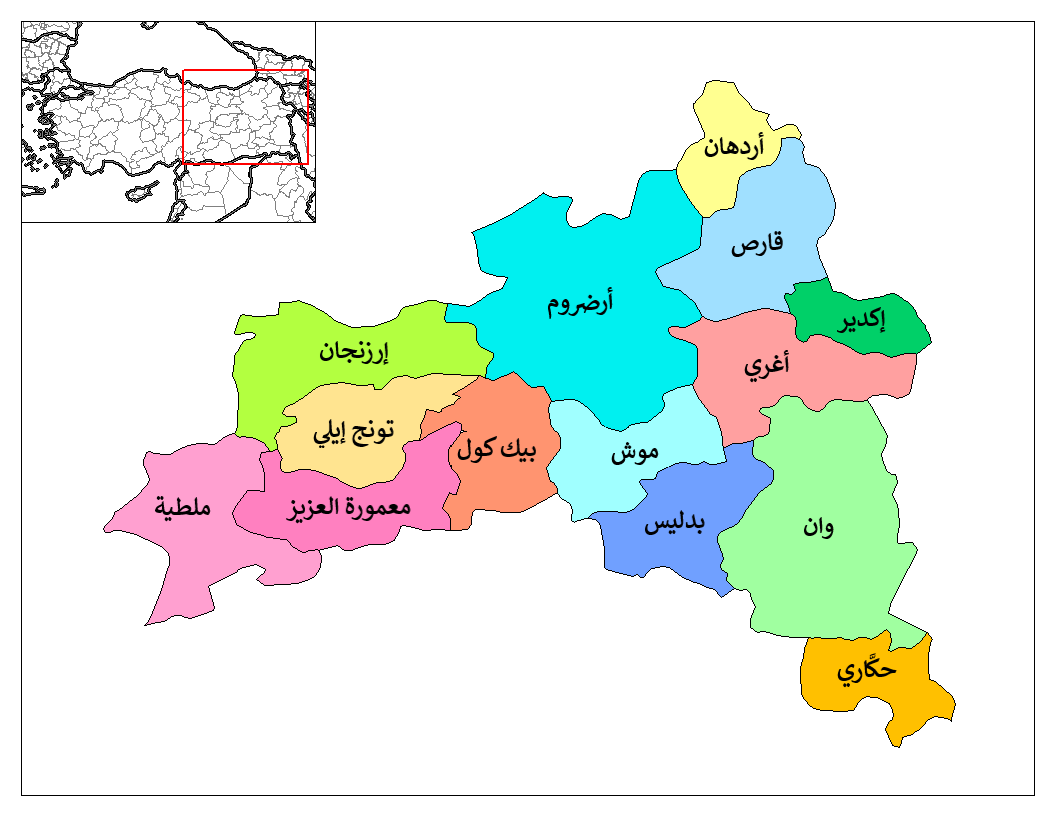
منطقة شرق الأناضول

فيها 14 محافظة وهي :
- محافظة أغري
- محافظة أرداهان
- محافظة بينغول
- محافظة بدليس
- محافظة إلازيغ
- محافظة أرزنجان
- محافظة أرضروم
- محافظة حكاري
- محافظة اغدير
- محافظة قارص
- محافظة ملطية
- محافظة موش
- محافظة تونجيلي
- محافظة وان

## منطقة مرمرة

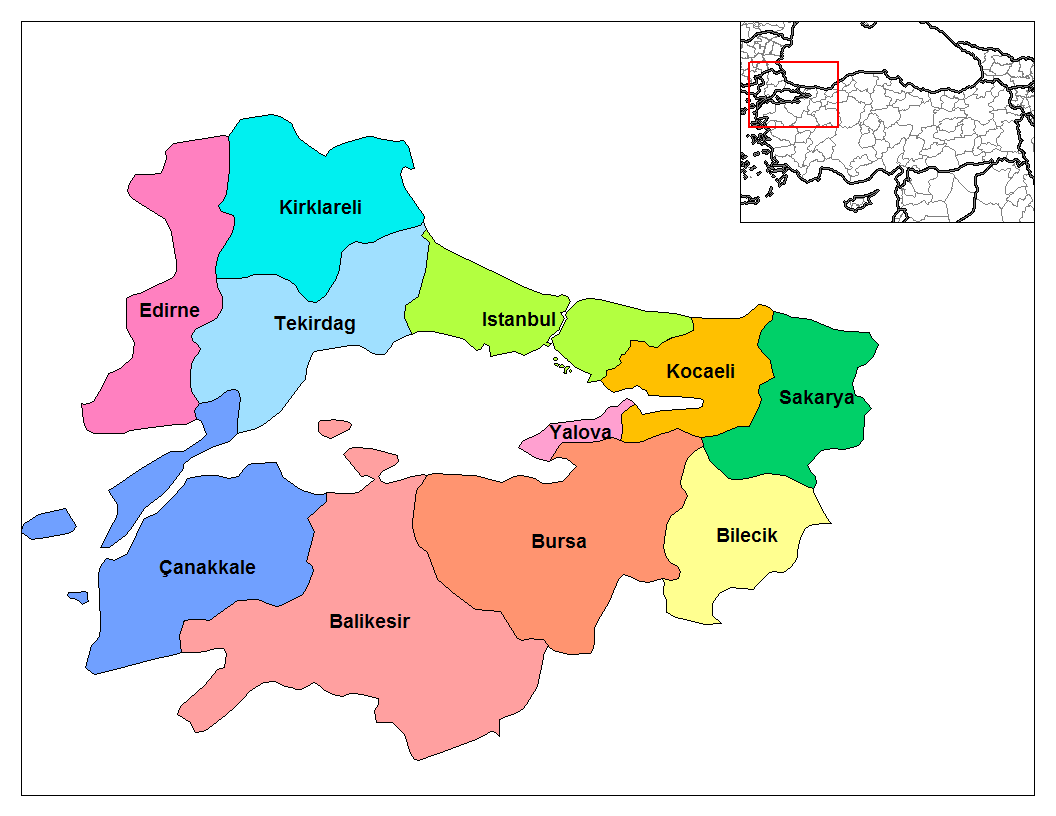
منطقة مرمرة

منطقة مرمرة (Marmara Bölbesi, Marmara ve Paşaeli سنة 1929, Marmara ve kıyıları سنة 1934)
- محافظة بلقصر
- محافظة بلجك
- محافظة بورصة
- محافظة سانكالة
- محافظة إديرنة
- محافظة إسطنبول
- محافظة كركلارلي
- محافظة كوجايلي
- محافظة ساكاريا
- محافظة تكيرداغ
- محافظة يالوفا

## منطقة المتوسط

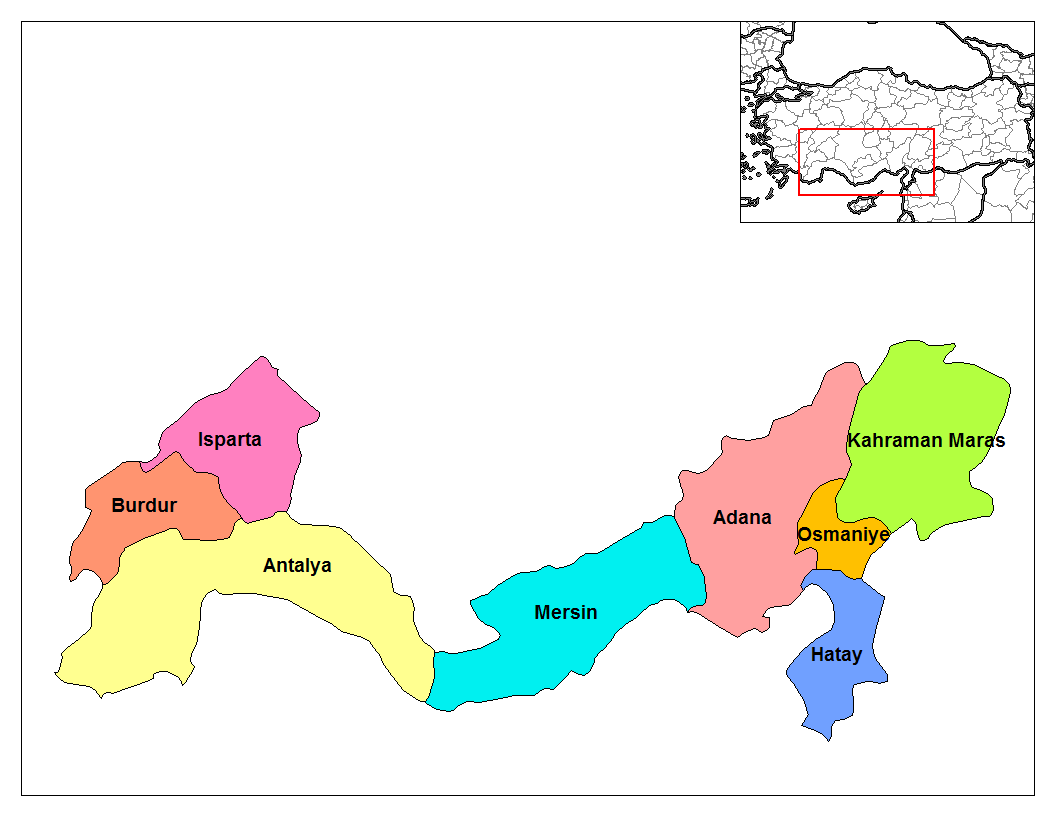
منطقة المتوسط

منطقة المتوسط، تركيا (Akdeniz Bölgesi, Akdeniz في 1929, Akdeniz في 1934)
- محافظة أضانة
- محافظة أنطالية
- محافظة بوردور
- محافظة هتاي
- محافظة أسبارطة
- محافظة كهرمانمرعش
- محافظة مرسين
- محافظة عثمانية

## منطقة جنوب شرق الأناضول

منطقة جنوب شرق الأناضول

منطقة جنوب شرق الأناضول («Güneydoğu Anadolu Bölgesi»، جزء من «Şark Yaylası» سنة 1929، «Fırat» في 1934)
- محافظة آدييامان
- محافظة سعرد
- محافظة باتمان
- محافظة ديار بكر
- محافظة غازي عنتاب
- محافظة كلس
- محافظة ماردين
- محافظة سيرت
- محافظة شانلي اورفا
- محافظة شرناق